# あの頃にとどけ
「あの頃にとどけ」（あのころにとどけ）は、1995年に発売された島倉千代子のシングル。

## 概要
表題曲はシンガーソングライターの小田和正が作詞（島倉と共作）・作曲・編曲・プロデュースを手掛けた。小田は発売当時のUSEN440加入者向け月刊誌のインタビューの中で「子供の頃からテレビで見たり、ラジオで歌声を聴いていた島倉さんと仕事をするというのは、それはもう凄いこと」で、その頃聴いた島倉の歌の中でも特に印象に残っているのが「からたち日記」であり、その雰囲気を再現してもらうため、レコーディングの際、島倉にはできるだけ高いキーで歌ってもらった、と語っている。小田と共作した表題曲について、島倉は「宝物」と語っている。
島倉は表題曲で1995年の『第46回NHK紅白歌合戦』に出場。小田の楽曲が紅白で披露されたのは本作が初となった。

## 収録曲
1. あの頃にとどけ
作詞:島倉千代子・小田和正、作曲・編曲:小田和正
2. しあわせの誕生日
作詞:島倉千代子、作曲・編曲:永井龍雲